# Phtheochroa
Phtheochroa là một chi bướm đêm lớn thuộc tông Cochylini, phân họ Tortricinae, họ Tortricidae.

## Các loài
Hiện tại có 106 loài được tìm thấy thuộc chi này:
| - Phtheochroa aegrana (Walsingham, 1879) - Phtheochroa agelasta (Razowski, 1967) - Phtheochroa albiceps (Walsingham, 1914) - Phtheochroa alphitopa (Clarke, 1968) - Phtheochroa amphibola Razowski, 1994 - Phtheochroa annae Huemer, 1989 - Phtheochroa aureoalbida (Walsingham, 1895) - Phtheochroa aureopunctana (Ragonot, 1894) - Phtheochroa baracana (Busck, 1907) - Phtheochroa birdana (Busck, 1907) - Phtheochroa canariana (Barnes & Busck, 1920) - Phtheochroa cartwrightana (Kearfott, 1907) - Phtheochroa chalcantha (Meyrick, 1912) - Phtheochroa chaunax Razowski, 1991 - Phtheochroa chlidantha Razowski, 1994 - Phtheochroa chriacta Razowski, 1991 - Phtheochroa chriodes Razowski, 1991 - Phtheochroa ciona Razowski, 1991 - Phtheochroa circina Razowski, 1991 - Phtheochroa cistobursa Razowski, 1991 - Phtheochroa cymatodana (Rebel, 1927) - Phtheochroa decipiens (Walsingham, 1900) - Phtheochroa deima Razowski, 1994 - Phtheochroa descensa Razowski, 1991 - Phtheochroa dodrantaria (Razowski, 1970) - Phtheochroa drenowskyi (Rebel, 1916) - Phtheochroa duponchelana (Duponchel in Godart, 1843) - Phtheochroa durbonana (Lhomme, 1937) - Phtheochroa ecballiella Huemer, 1989 - Phtheochroa eulabea Razowski, 1994 - Phtheochroa exasperantana (Christoph, 1872) - Phtheochroa farinosana (Herrich-Schäffer, 1856) - Phtheochroa faulkneri Razowski, 1991 - Phtheochroa frigidana (Guenee, 1845) - Phtheochroa fulvicinctana (Constant, 1894) | - Phtheochroa fulviplicana (Walsingham, 1879) - Phtheochroa gigantica (Busck, 1920) - Phtheochroa gracillimana (Rebel, 1910) - Phtheochroa hamartopenis Razowski, 1986 - Phtheochroa huachucana (Kearfott, 1907) - Phtheochroa hyboscia Razowski, 1991 - Phtheochroa hydnum Razowski, 1991 - Phtheochroa ingridae Huemer, 1990 - Phtheochroa inopiana (Haworth, [1811]) - Phtheochroa iodes (Clarke, 1968) - Phtheochroa issikii (Razowski, 1977) - Phtheochroa jerichoana (Amsel, 1935) - Phtheochroa johnibrowni Razowski, 1991 - Phtheochroa kenneli (Obraztsov, 1944) - Phtheochroa krulikowskiji (Obraztsov, 1944) - Phtheochroa larseni Huemer, 1990 - Phtheochroa loricata (Razowski, 1984) - Phtheochroa lucentana (Kennel, 1899) - Phtheochroa melasma (Clarke, 1968) - Phtheochroa meraca (Razowski, 1984) - Phtheochroa modestana (Busck, 1907) - Phtheochroa natalica Razowski, 2005 - Phtheochroa noctivaga (Razowski, 1984) - Phtheochroa noema Razowski, 1991 - Phtheochroa obnubila (Razowski, 1984) - Phtheochroa ochodea Razowski, 1991 - Phtheochroa ochralana (Chretien, 1915) - Phtheochroa ochrobasana (Chretien, 1915) - Phtheochroa osthelderi Huemer, 1989 - Phtheochroa palpana (Ragonot, 1894) - Phtheochroa pecosana Kearfott, 1907 - Phtheochroa perspicuana (Barnes & Busck, 1920) - Phtheochroa piptmachaeria Razowski, 1986 - Phtheochroa pistrinana (Erschoff, 1877) - Phtheochroa primula (Walsingham, 1914) - Phtheochroa procerana (Lederer, 1863) | - Phtheochroa pulvillana (Herrich-Schäffer, 1851) - Phtheochroa purana (Guenee, 1845) - Phtheochroa purissima (Osthelder, 1938) - Phtheochroa quaesita (Razowski, 1984) - Phtheochroa rafalskii Razowski, 1997 - Phtheochroa rectangulana (Chretien, 1915) - Phtheochroa reisseri (Razowski, 1970) - Phtheochroa retextana (Erschoff, 1874) - Phtheochroa riscana (Kearfott, 1907) - Phtheochroa rugosana - Phtheochroa schreibersiana (Frölich, 1828) - Phtheochroa schreieri Derra, 1992 - Phtheochroa simoniana (Staudinger, 1859) - Phtheochroa sinecarina Huemer, 1989 - Phtheochroa sociana (Esartiya, 1988) - Phtheochroa sodaliana (Haworth, [1811]) - Phtheochroa subfumida (Falkovitsh, 1963) - Phtheochroa superbissima (Razowski, 1984) - Phtheochroa syrtana Ragonot, 1888 - Phtheochroa terminana (Busck, 1907) - Phtheochroa thaumantias Razowski, 1994 - Phtheochroa thiana (Staudinger, 1900) - Phtheochroa tubulata Arenberger, 1997 - Phtheochroa undulata (Danilevsky in Danilevsky, Kuznetsov & Falkovitsh, 1962) - Phtheochroa unionana (Kennel, 1900) - Phtheochroa variolosana Christoph in Romanoff, 1887 - Phtheochroa veirsi Razowski, 1986 - Phtheochroa vicina (Walsingham, 1914) - Phtheochroa villana (Busck, 1907) - Phtheochroa vitellinana (Zeller, 1875) - Phtheochroa vulneratana (Zetterstedt, 1839) - Phtheochroa waracana (Kearfott, 1907) - Phtheochroa weiserti Arenberger, 1997 - Phtheochroa zacualpana (Busck, 1913) - Phtheochroa zerena Razowski & Becker, 1993 |

## Hình ảnh

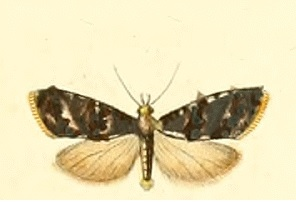
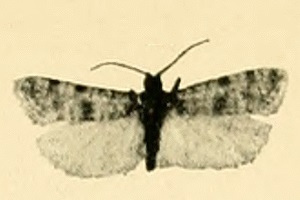
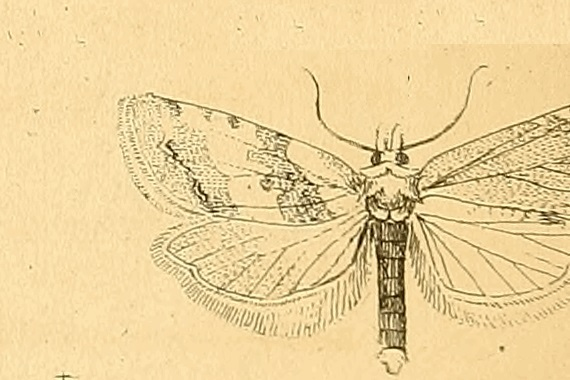
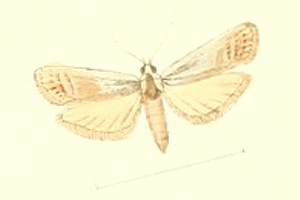